# 鈴野いおり
鈴野いおり（すずの いおり、2004年12月13日 - ）は、日本の俳優、元子役。兵庫県出身。スターダストプロモーション第三事業部所属。
劇団ユニットAlways Thankyou及びAlways Loveyou（Always Thankyouの舞台活動外での名称）に所属している。

## 人物
血液型AB型、身長160cm。
特技はバレーボール、空手、水泳。
中学ではバレー部に所属していた。

## 出演

### テレビ番組
- NHK高校講座「現代の国語」（NHK Eテレ、2022年版）「憧れのプロにインタビュー」

### 舞台
- 少女劇団いとをかし 第11回公演『卒業式はバイバイブーで』（川崎市アートセンター アルテリオ小劇場、2019年8月30日〜9月1日）[3]
- Do It Over 第1回公演『ちゅうちゅうちゅーーう（血）』（川崎市アートセンター アルテリオ小劇場、2020年8月29日〜30日）
- Do It Over 第2回公演『オタカラ！』（川崎市アートセンター アルテリオ小劇場、2021年8月28日〜29日）
- Do It Over 第3回公演『部屋と僕と弟のハナシ』（川崎市アートセンター アルテリオ小劇場、2022年4月16日〜17日）

### CM
- 日本コカ・コーラ AQUARIUS『見えない「がんばれ」バレー部』篇[4]

### 雑誌
- りぼん 3月特大号、8月特大号（集英社、2019年2月1日、7月3日[5]）
- UTB+ vol.49（ワニブックス、2019年12月11日[6]）

### 広告
- 城南学園中学校・高等学校 パンフレット&ポスター（2020年）[7]